# 迪特马尔·施密特
迪特马尔·施密特（德語：Dietmar Schmidt，1952年4月29日—），德国男子手球运动员。他曾代表东德参加1980年夏季奥林匹克运动会手球比赛，获得一枚金牌，他在所有六场比赛期间均有上场。